# Simkinia montana
Simkinia montana är en kvalsterart som beskrevs av Krivolutsky och Grishina 1970. Simkinia montana ingår i släktet Simkinia och familjen Hemileiidae. Inga underarter finns listade i Catalogue of Life.